# La Belle Dame sans Merci (Keats)

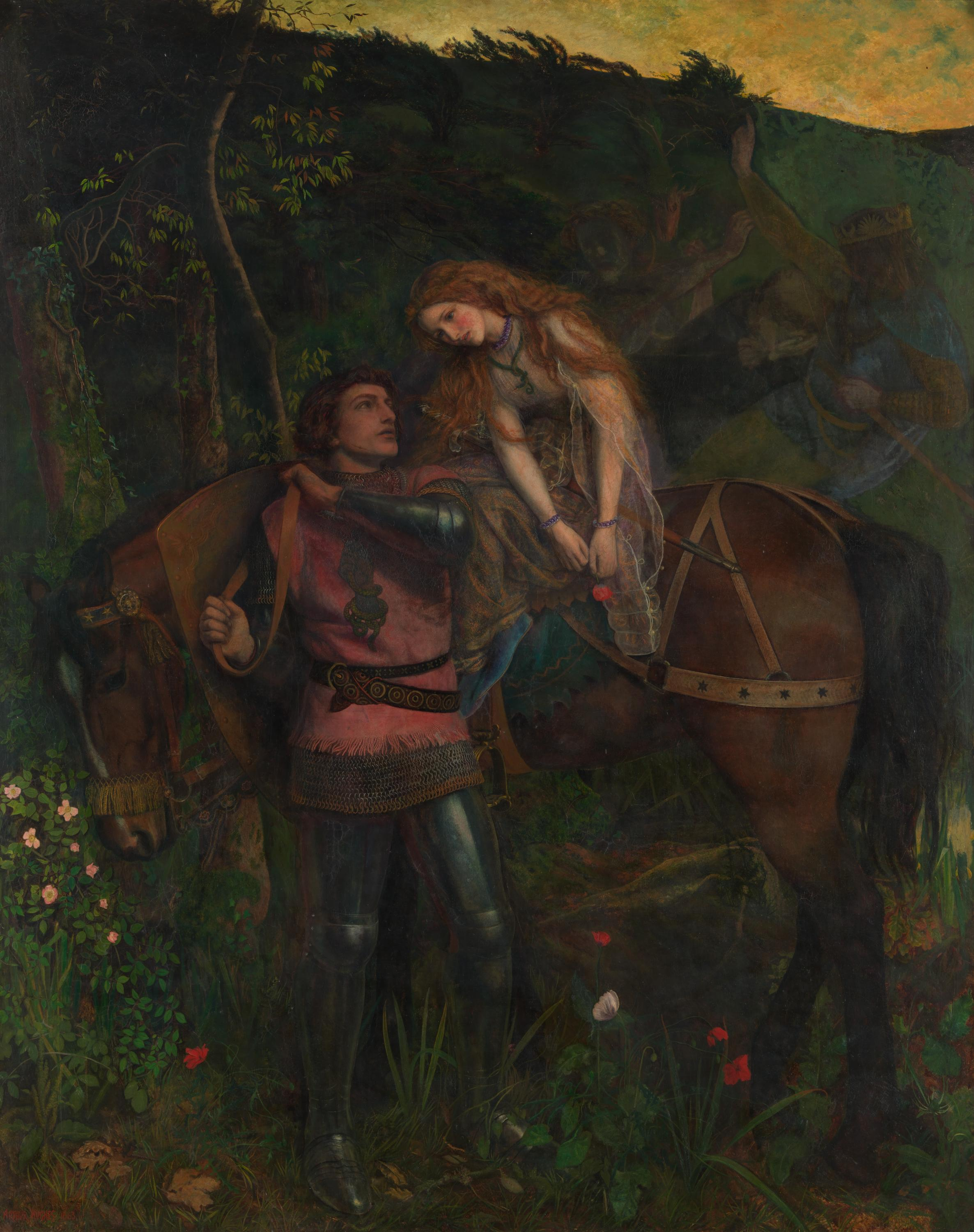
La belle dame sans merci, schilderij van Arthur Hughes

La Belle Dame sans Merci is een gedicht in twaalf stanzas uit 1819 van de Engelse dichter John Keats. Deze ballade in ABCB rijmschema geldt als een klassiek gedicht uit de Engelse romantiek. In een loom maar krachtig ritme, met veel herhalingen, verhaalt het over een beeldschone toverfee die het van nature in zich heeft haar geliefden te vernietigen door hen te verdoemen tot eenzaamheid. De kracht van het gedicht zit hem echter niet zozeer in het thema, maar vooral in de ritmische eenvoud waarmee het verteld wordt. Het laat overal ruimte aan de lezer om de verbeelding te laten spreken en er zelf een eigen invulling aan te geven.
Keats verhaalt van de ontmoeting tussen de ridder en de toverfee:
| I met a lady in the meads, Full beautiful—a faery’s child, Her hair was long, her foot was light, And her eyes were wild. | Ik ontmoette een vrouw in het grasland, Zo prachtig mooi, een feeënkind, Haar haar was lang, haar tred was licht, En haar ogen waren wild. |

Op slinkse wijze verleidt de toverfee de ridder om haar te kussen:
| She took me to her elfin grot, And there she wept, and sigh’d fill sore, And there I shut her wild wild eyes With kisses four. | Zij bracht mij naar haar elfengrot, Zij weende daar, en zuchtte zwaar; Haar wilde wilde ogen, met vier kussen, Sloot ik daar. |

Vervolgens valt de ridder in slaap. In zijn droom wordt hij nog gewaarschuwd:
| I saw pale kings and princes too, Pale warriors, death-pale were they all; They cried—“La Belle Dame sans Merci Hath thee in thrall!” | 'k Zag bleke vorsten, prinsen ook, Bleke strijders, allemaal doodsbleek, Ze riepen: 'La Belle Dame sans Merci Heeft jou in haar greep!'. |

Maar het leed is reeds geschied. Als de ridder uit zijn droom ontwaakt, is hij alleen. Met een gebroken hart slaat hij aan het zwerven, voor eeuwig, wanhopig op zoek naar zijn geliefde.